# Tarek Thabet
Tarek Thabet (arab. طارق ثابت; ur. 16 sierpnia 1971
roku w miejscowości Oudhref) – tunezyjski piłkarz występujący na pozycji środkowego obrońcy.

## Kariera klubowa
Przez całą swoją piłkarską karierę Thabet był związany z klubem Espérance Tunis. Jego barwy reprezentował od 1990 do 2004 roku. W tym czasie odnosił wiele sukcesów, zarówno na szczeblu krajowym jak i międzynarodowym. Dziesięć razy sięgnął po tytuł mistrza kraju i trzy razy zdobył puchar Tunezji. Oprócz tego triumfował między innymi w rozgrywkach Arabskiej Ligi Mistrzów, Afrykańskiej Ligi Mistrzów, Superpucharu Afryki, Pucharu CAF oraz Pucharu Zdobywców Pucharów.

## Kariera reprezentacyjna
W reprezentacji swojego kraju Thabet zadebiutował w 1992 roku. W 1998 roku pojechał na mistrzostwa świata, na których zespół prowadzony przez Henryka Kasperczaka zajął ostatnie miejsce w swojej grupie. Na turnieju tym Thabet wystąpił we wszystkich trzech meczach, jednak w żadnym z nich nie rozegrał pełnych 90 minut. Tunezyjczyk był także uczestnikiem kolejnych mistrzostw świata. Na boiskach Korei Południowej i Japonii ekipa "Les Aigles de Carthage" znów została wyeliminowana w fazie grupowej, jednak tym razem zawodnik Espérance Tunis nie zagrał w żadnym ze spotkań. Po mistrzostwach Thabet zakończył reprezentacyjną karierę. Dla drużyny narodowej zaliczył łącznie 69 występów i zdobył trzy gole.